# Nationale Hauptschule

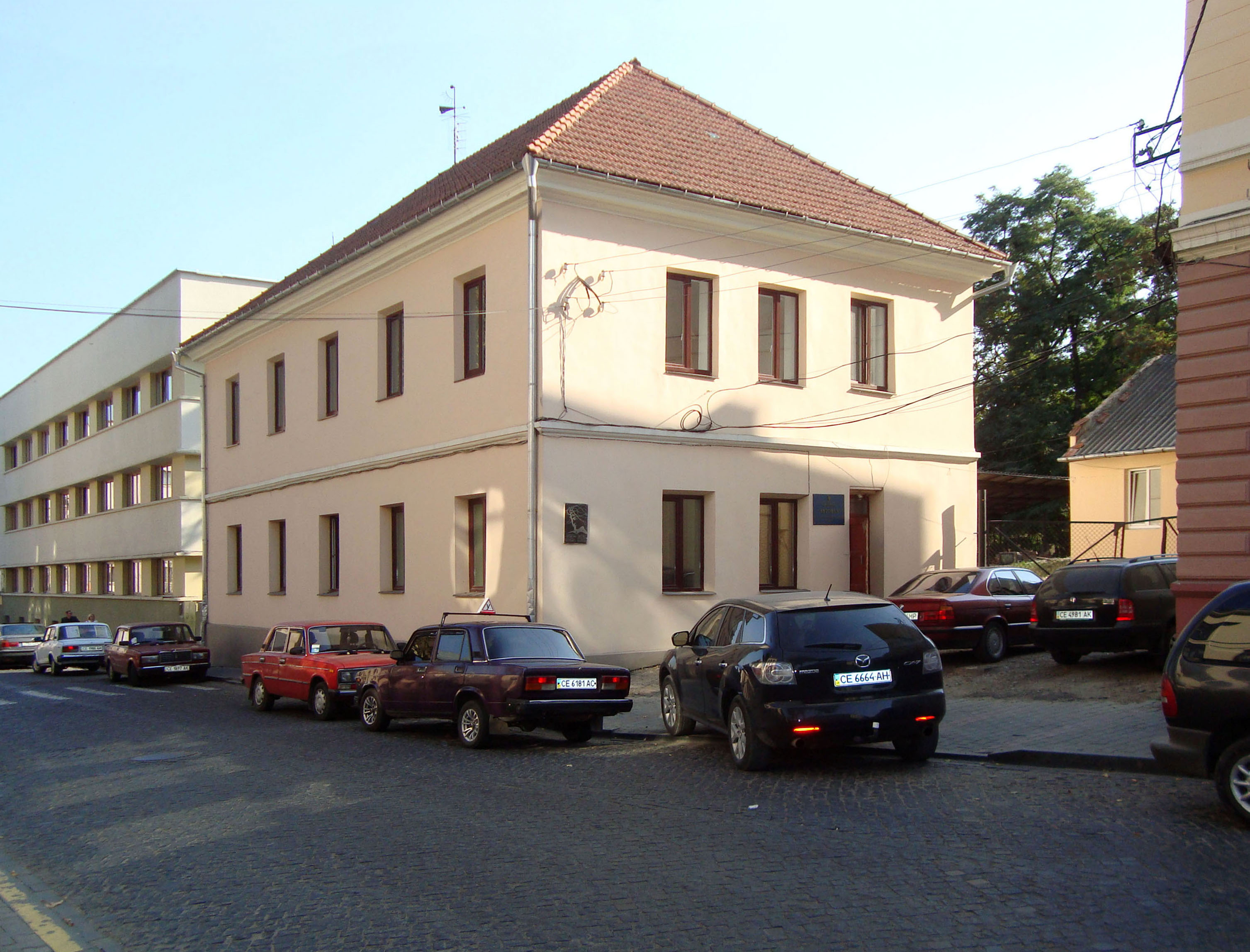
Clădirea fostei Nationale Hauptschule

Școala primară ortodoxă orientală din Cernăuți (Griechisch-orientalische Nationale Hauptschule), cunoscută și ca școală moldovenească:p. 18, este școala în care a studiat poetul Mihai Eminescu, fapt marcat de placa comemorativă amplasată pe peretele clădirii: "În această clădire, în anii 1858-1860, a învățat marele poet român MIHAI EMINESCU". A urmat aici clasa a III-a, fiind clasificat al 15-lea între 72 de elevi, și clasa a IV-a, fiind clasificat al 5-lea din 82 de elevi, după care s-a mutat la Ober-Gymnasium, gimnaziul german din Cernăuți. A avut ca învățători pe Ioan Litviniuc și Ioan Zibacinschi, iar director pe Vasile Ilasievici.
Deși așezată într-un cartier evreiesc și i se spunea "moldovenească", școala era frecventată de elevi de toate naționalitățile.
Cea mai veche școală din Cernăuți,:p. 18 adăpostește azi o școală auto.
Adresa: str. Școlii (Shkil'na) nr.4. (вулиця Шкільна) , fostă ulița Bojenko, înainte de 1944 strada General Prezan, și inițial Schulgasse.

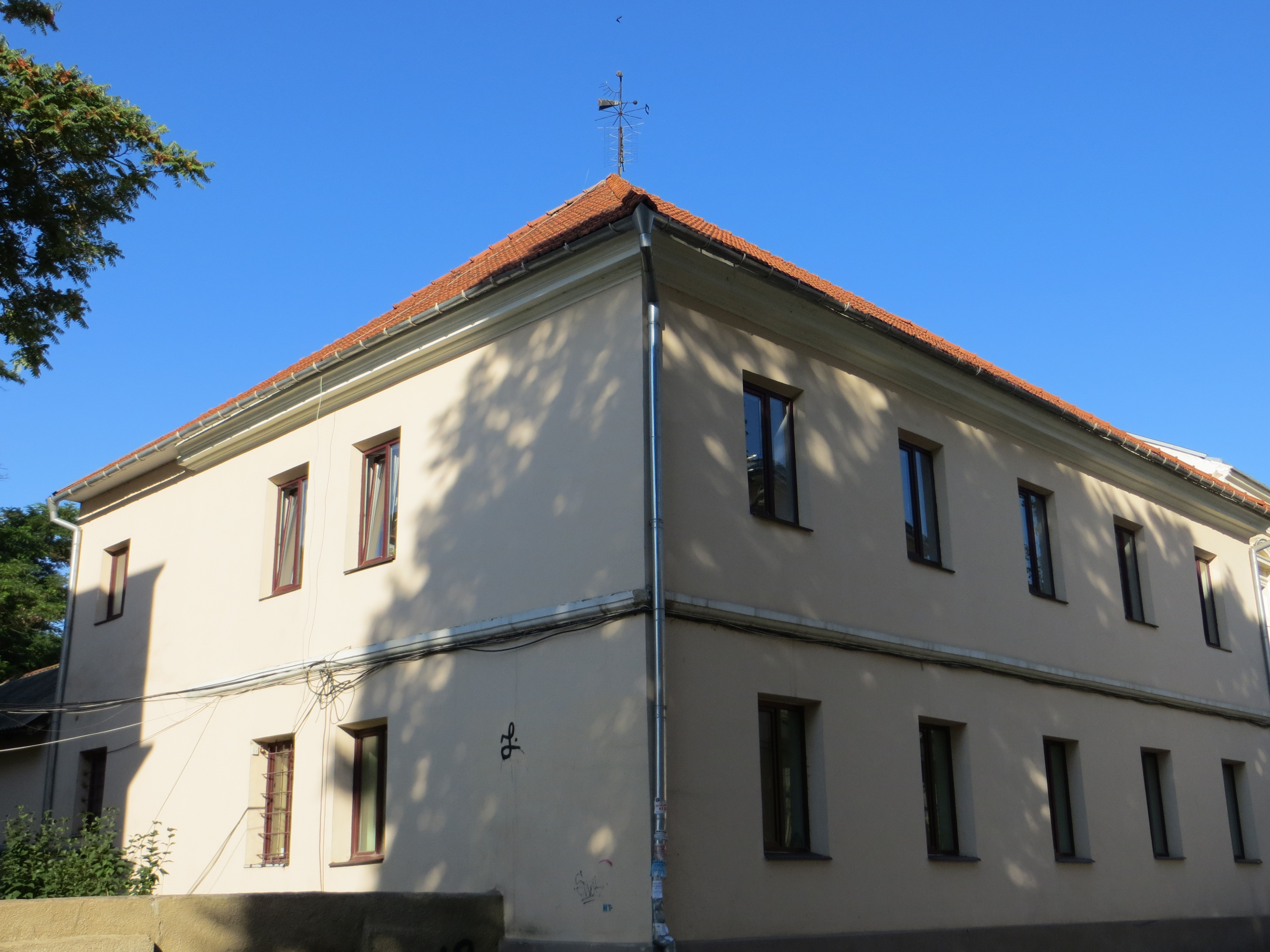
Clădirea fostei Nationale Hauptschule